# Берлютине
Берлютине — селище в Україні,у Черкаському районі Черкаської області, підпорядковане Корсунь-Шевченківській міській громаді. Населення — 24 осіб.